# Yorck59

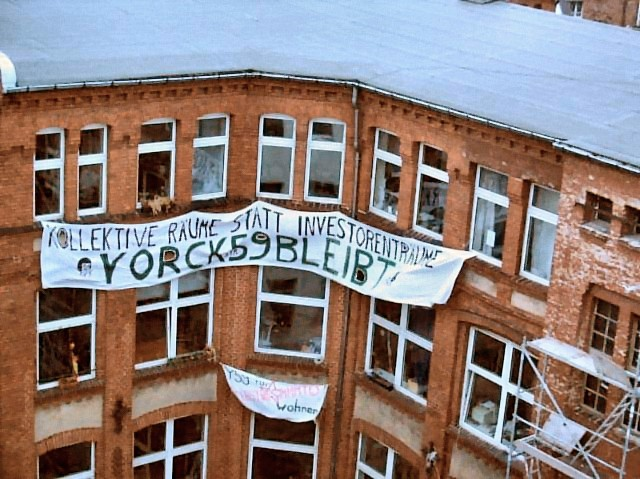
Frontansicht der Yorck59, wahrscheinlich Januar 2005

Die Yorck59, auch Yorck 59, war ein 1988 gegründetes, linkes Hausprojekt im Hinterhaus der Yorckstraße 59 in Berlin-Kreuzberg. Neben Wohngemeinschaften, in denen etwa 60 Personen wohnten, bot es Platz für linke Initiativen und Organisationen. Im Juni 2005 wurde das Hausprojekt polizeilich geräumt.
Das Nachfolgeprojekt New Yorck, auch New Yorck59, besetzte wenige Tage nach der Räumung Teile des Bethanien. Nach anfänglicher Duldung wurde die Besetzung im Zuge eines Bürgerbegehrens gegen die Privatisierung des Gebäudes legalisiert.

## Bedeutung
Für die Berliner und die deutsche links-alternative Bewegung war das Yorck59 ein wichtiger Bezugspunkt. Nach Konflikten über die Miethöhe, der von starken Protesten durch Unterstützer begleitet war, wurde das Projekt im Juni 2005 durch die Polizei geräumt. Laut Einschätzung des Berliner Verfassungsschutzes sei dadurch „eines der letzten Symbolobjekte der linksextremistischen Szene Berlins“ verschwunden.
Nach der Räumung besetzten einige ehemalige Bewohner und Unterstützer zwei Etagen eines leerstehenden Seitenflügels des Bethanien und gründeten die NewYorck59. Diese Hausbesetzung wird durch den Bezirk Friedrichshain-Kreuzberg als Eigentümer des Bethanien geduldet. Deshalb wurde die geplante Privatisierung des Gebäudes am Mariannenplatz ausgesetzt.

## Gründung und Etablierung derYorck59
Das Hausprojekt Yorck59 gründeten 1988 sieben Personen aus der linken Berliner Szene. Diese suchten nach ehemaligen Fabriketagen, um sie zum gemeinschaftlichen Wohnen auszubauen. Schließlich bekamen sie ein Angebot über sieben leer stehende Etagen im Hinterhaus der Yorckstraße 59, das vorher durch einige kleine Gewerbebetriebe genutzt worden war. Die Lage des Gebäudes war auf Grund der Nähe zum Mehringhof, einigen weiteren großen WGs und mehreren Szene-Kneipen günstig.
Innerhalb kurzer Zeit wurde die ursprüngliche Gruppe durch weitere Personen aus ihrem Freundschafts- und Politikumfeld ergänzt, so dass im Dezember 1988 schließlich ein Gewerbemietvertrag mit Wohnrecht für 60 Personen unterzeichnet werden konnte. Dieser sollte mindestens elf Jahre laufen und eine Option für eine Verlängerung um jeweils fünf Jahre enthalten, wobei der Verein „Färbung e. V.“ als Vertragspartner sowohl für Eigentümer als auch Bewohner diente. Nach Unterzeichnung des Vertrags wurden die Fabriketagen in kollektiver Arbeit von zirka 50 Personen umgebaut: Die 450 m² großen Etagen wurden für jeweils ein bis zwei WGs für sechs bis 13 Personen genutzt, eine 240 m² große Etage für Veranstaltungen und Sport freigelassen, sowie eine weitere Etage für ein Archiv und Initiativen ausgebaut. In dieser arbeiteten neben der Antirassistischen Initiative, die fast die gesamten 15 Jahre in dem Haus war, eine Vielzahl weiterer Gruppen – wie z. B. die Afrikanische Fraueninitiative, das Radio Onda oder der Nachrichtenpool Lateinamerika.
Am Anfang der Yorck59 wurde versucht, eine Verankerung im Kiez über die linke Bewegung hinaus zu erreichen. Dazu wurden „MieterInnentreffen“, Hoffeste und eine Kiezküche zusammen mit anderen WGs organisiert. Auch an der Aktion „Gelber Punkt“ beteiligte sich die Yorck59 und versuchte, Läden im Kiez von dieser Initiative zu überzeugen: Ein an die Eingangstüren von Läden geklebter „Gelber Punkt“ signalisiert, dass dort Betroffene Schutz bei rassistisch motivierten Überfällen finden können. Die Aktion entstand Ende 1991 in Saarbrücken nach einem Anschlag auf eine Flüchtlingsunterkunft, bei dem Samuel Yeboah starb. Die Initiativen im Kiez wurden allerdings mit der Zeit immer weniger und übrig blieb nur das jährliche Hoffest in der Yorck59.
Bereits nach dem Fall der Berliner Mauer 1989 befürchteten viele Linke eine Verdrängung politischer Initiativen und ärmerer Bevölkerungsschichten aus Kreuzberg, da der Bezirk aus der Randlage West-Berlins in die Nähe des neuen Zentrums rückte. Eine kontinuierliche Arbeit der Yorck59 zu diesem als Stadtumstrukturierung bezeichneten Komplex schlief allerdings nach einigen Ansätzen in den ersten Jahren wieder ein. Nach dem Verkauf des Hauses 1994 schien diese Entwicklung die Yorck59 selber in ihrer Existenz zu bedrohen: In die laut Mietvertrag im Anschluss an einen Verkauf des Hauses anstehenden Verhandlungen über eine Neufestsetzung der Miete forderte der neue Eigentümer, die „Labani GmbH“, eine Vervierfachung der Miete. Dies wurde von der Yorck59 abgelehnt und eine Kampagne initiiert, die die Öffentlichkeit informieren und die Stadtumstrukturierung thematisieren sollte, um dadurch die Verhandlungsposition der Yorck59 zu stärken. Es wurde versucht, Dietrich Garski und Helmuth Penz, die hinter der Eigentümerfirma „Labani GmbH“ und der Hausverwaltung „GWF“ standen, unter Druck zu setzen. Dietrich Garski war als Bauunternehmer am Sturz des Berliner Senats im Jahr 1981 beteiligt und hatte bei der Stadt noch Schulden in Höhe von 93 Millionen DM. Seine Immobiliengeschäfte liefen daher über seine Frau Claudia Garski. Helmuth Penz leitete mehr als 30 Unternehmen, so eine Hotelkette sowie Obdachlosen- und Asylbewerberheime und war daher entsprechend um sein öffentliches Image und den störungsfreien Betrieb der Unternehmen besorgt. Nachdem sich die Hausverwaltung „GWF“ zurückgezogen hatte und Garskis Verstrickungen mit der „Labani GmbH“ beendet waren, konnte 1995 eine für die Bewohner und Nutzer akzeptable Mieterhöhung ausgehandelt werden. Allerdings konnte selbst diese nur durch einen finanziellen Beitrag der Nutzer der öffentlichen Etagen getragen werden.

## „Hauskampf“und Räumung
Im Dezember 2003 musste der Eigentümer des Hauses Insolvenz anmelden und das Haus kam in Zwangsverwaltung. Die Bewohner und Nutzer der Yorck59 scheiterten mit ihrem Versuch, das Hinterhaus mit Hilfe des Freiburger Mietshäuser Syndikats selbst zu kaufen, da die beteiligte Bank sie – nach eigener Aussage – bei dem Verkauf überging. Bereits kurz nach dem Kauf kam es zu Konflikten, da der neue Eigentümer Sanierungskosten umlegen wollte. Außerdem wurde die Nutzung des Innenhofes für Veranstaltungen – insbesondere für ein im Sommer 2005 geplantes Hoffest – untersagt.
Ende September 2004 lief schließlich der Mietvertrag der Yorck59 regulär aus und es wurde die vereinbarte Verlängerungsoption (bei neu zu vereinbarenden Miete) in Anspruch genommen. Der neue Eigentümer ging mit der Forderung von € 4,50/m²/mtl. anstatt bisher € 2,74/m²/mtl. Netto-Kaltmiete in die Verhandlungen, was von den Bewohnern der Yorck59 abgelehnt wurde. Daraufhin wurde ein Schiedsgutachten der IHK angefordert, das laut Mietvertrag die marktübliche Miete ermitteln sollte, wenn sich die Verhandlungsparteien nicht einigen könnten. Die in dem Gutachten vorgesehene Mieterhöhung auf rd. € 3,50/m²/mtl. (also 100 m² = € 350,--/mtl.) wurde von den dort Wohnenden jedoch als nicht finanzierbar betrachtet und eine politische Lösung gefordert. Die Bewohner und Unterstützer versuchten daraufhin den öffentlichen Druck zu verstärken, um so eine politische Lösung herbeizuführen: Dafür wurden u. a. Kundgebungen und Demonstrationen durchgeführt, die Landeszentralen der Regierungsparteien in Berlin PDS und SPD besetzt und eine Zeitungsbeilage, die in fünf überregionalen Zeitungen erschien, erstellt. Man fand keine (lediglich moralische) Unterstützung für dieses Vorhaben. Ein Kauf des Hauses durch die Bewohner oder ein Ringtausch mit dem Liegenschaftsfonds des Landes Berlin scheiterte an der notwendigen Finanzierung. Auch bei den Verhandlungen über ein Ersatzobjekt mit dem Land Berlin kam es zu keinem Ergebnis.
Am Morgen des 6. Juni 2005 wurde die Yorck59 schließlich durch etwa durch den Gerichtsvollzieher mir Unterstützung der Berliner Polizei geräumt. Zu diesem Zeitpunkt blockierten etwa 250 Unterstützer mit einer Sitzblockade den Eingang der Yorck59, 150 weitere Menschen hielten sich in dem verbarrikadierten Hausprojekt auf. Bei der Räumung der Sitzblockade ging eine Frau bewusstlos zu Boden und musste durch einen 20 Minuten später eintreffenden Rettungswagen versorgt werden.
Der Polizeieinsatz gegen die Sitzblockade wurde in einigen Medien - TAZ -als „unverhältnismäßig“ bezeichnet und den Polizisten vorgeworfen, „zum Teil mit massiver Gewalt“ gegen „friedliche DemonstrantInnen“ vorgegangen zu sein. Außerdem wurde der Zwang gegen Festgenommene, sich im Hof längere Zeit hinzuknien, als Beleg für die „Willkür“ und das „Machtgebahren“ der eingesetzten Beamten gesehen.
Im Dezember 2008 erklärte das Berliner Kammergericht die Strafanträge wegen gemeinschaftlichem Hausfriedensbruch als ungültig. Der Eigentümer hatte gegen die Personen, die sich während der Räumung im Haus aufhielten, Strafantrag gestellt. Das Hausrecht hatten zu diesem Zeitpunkt jedoch die Untermieter und nicht der Eigentümer.

## Reaktionen
Auch nach erfolgter Räumung kam es den Tag über zu Protestaktionen durch Sympathisierende der Yorck59: Am Vor- und Nachmittag wurden insbesondere Reclaim-the-Streets-Aktionen und Fahrrad-Demonstrationen durchgeführt. Um 18 Uhr gab es eine Demonstration gegen die Räumung mit zirka 2500 Demonstranten und am Abend eine kurzzeitige Hausbesetzung aus Solidarität am Oranienplatz in Berlin-Kreuzberg, an die sich weitere Protestaktionen anschlossen.
Unter dem Motto „Yorckstrasse ist überall“ veränderten Unterstützer der Yorck59 in der Nacht auf den 13. Juni 2005 in weiten Teilen der Berliner Innenstadt die Namen zahlreicher Straßenschilder, um Solidarität mit den Bewohnern des geräumten Hausprojekts zu demonstrieren. Die Schilder wurden dabei überklebt, so dass „Yorckstraße“ darauf zu lesen war.
Ein Jahr nach der Räumung des Hinterhauses der Yorckstraße 59 steht dies weiterhin leer. Inzwischen laufen aber Bauarbeiten zu sogenannten „Luxuslofts“, die über die Firma selectberlin properties vermarktet werden. Der Hausverwalter Boris Gregor Marweld verbreitete das Gerücht, dass in eine der 13 entstehenden Luxuswohnungen der Schauspieler Til Schweiger einziehen würde. Schweiger selbst berichtete in Interviews von seiner neuen Loftwohnung in Kreuzberg, die noch nicht fertiggestellt sei. Dieser ist inzwischen, neben anderen Lofteigentümern, tatsächlich eingezogen, was der Situation eine zusätzliche Brisanz gibt. Ein privater Sicherheitsdienst schirmt das Haus Tag und Nacht ab, um Angriffe von Linken zu verhindern.

## Strafverfahren
Am 13. Februar 2007 begann der Prozess gegen die etwa 150 Personen, die sich während der Räumung des linken Hausprojektes Yorckstraße 59 am 6. Juni 2005 im Haus aufhielten. Als Zeugen waren der Hauseigentümer Marc Walter sowie Polizeibeamte geladen. Die Staatsanwaltschaft beantragte Geldstrafen zwischen 300 und 500 Euro.

## Besetzung der New Yorck
Fünf Tage nach der Räumung, am 11. Juni 2005, besetzten ehemalige Bewohner und Unterstützer der Yorck59 zwei Etagen im linken Seitenflügel des symbolträchtigen Bethanien am Mariannenplatz in Berlin-Kreuzberg. Die Räume waren bis zur Zusammenlegung von Arbeitslosen- und Sozialhilfe am 1. Januar 2005 durch das Sozialamt genutzt worden und standen seitdem leer. Sie gaben dieser Besetzung den Namen New Yorck und erklärten, bleiben zu wollen, bis der Bezirk einen „angemessenen Ersatz“ für die geräumte Yorckstraße 59 anbieten würde. Da der Bezirk Friedrichshain-Kreuzberg als Eigentümer des Bethanien keine Anzeige erstattete und wahrscheinlich auch wegen des Straßenfestes, das an dem Tag der Besetzung auf dem Mariannenplatz stattfand, räumte die Polizei die Besetzer nicht sofort auf Grundlage des Allgemeinen Sicherheits- und Ordnungsgesetzes (ASOG).
Am darauf folgenden Tag sprach das Bezirksamt eine einstweilige Duldung der Besetzung bis zu Verhandlungen im Laufe der nächsten Tage aus, welche schrittweise verlängert wurde. Während die Fraktionen der CDU und SPD in der Bezirksverordnetenversammlung (BVV) eine sofortige Räumung forderten, setzten die Bezirksbürgermeisterin Cornelia Reinauer (Linkspartei.PDS), sowie die Fraktion der Linkspartei.PDS und der Grünen, die zusammen über eine Mehrheit in der BVV verfügen, auf Verhandlungen mit den Besetzern. Allerdings scheiterte die Unterzeichnung eines bis zum 31. März 2006 befristeten Duldungsvertrag am 29. Juli 2005, wobei beide Seiten behaupteten, die jeweils andere Seite sei nicht anwesend gewesen.
Wenige Tage später änderte sich die Situation grundlegend, als die „Initiative Zukunft Bethanien“ (IZB) erklärte, ein Bürgerbegehren gegen den Ende 2002 beschlossenen Verkauf des Künstlerhaus Bethanien an einen privaten Investor anstreben zu wollen. Auf Grund des Bürgerbegehrens und der Besetzung brach der potentielle Käufer am 17. August die Verhandlungen über den Kauf des Bethaniens ab. Daraufhin forderte das Bezirksamt die Besetzer am 23. August auf, das Bethanien bis Ende Oktober 2005 zu räumen. Die Besetzer sahen darin den Versuch, einen schnellen Verkauf auf Grund des drohenden Bürgerbegehrens zu erreichen. Das Bürgerbegehren, mit dem sich die Initiative Zukunft Bethanien auch für ein Verbleib der New Yorck im Bethanien einsetzen will, wurde schließlich am 19. Oktober offiziell eingeleitet, worauf hin das Bezirksamt erklärte, alle Verkaufsverhandlungen für die Dauer des Bürgerbegehrens einzustellen.
Nach Ablauf der Duldung für die New Yorck am 1. November, die trotz des Bürgerbegehrens und des Abbruchs der Verkaufsverhandlungen nicht verlängert wurde, forderte die Bezirksbürgermeisterin Reinauer die Ordnungskräfte auf, das Haus zu räumen. Nachdem aus Polizeikreisen eine Räumung auf Grund von Gefahr im Verzug nach viermonatige Besetzung als juristisch fragwürdig bezeichnet wurde, relativierte das Bezirksamt seine Forderung des Vortages und erklärte, eine Räumung vorerst nicht durchführen zu lassen, da diese eine längerfristige juristische Vorbereitung erfordere. Am 11. November bot das Bezirksamt der Initiative Zukunft Bethanien, die ebenfalls in den besetzten Räumen arbeitet, überraschend einen Nutzungsvertrag für beide besetzten Etagen an, um – nach eigener Aussage – den Konflikt nicht eskalieren zu lassen. Dieser sollte für die Dauer des Bürgerbegehrens gelten, eine vollstreckbare Räumungsverpflichtung enthalten und eine zeitweise Räumung einer Etage für die Unterbringung der Teilnehmer des Straßenfußball-Weltturniers während der Fußball-Weltmeisterschaft auf dem Mariannenplatz enthalten.
Die Befürchtungen der IZB, der Bezirk könne das Bethanien noch vor dem Bürgerbegehren an den Liegenschaftsfonds des Landes Berlin übertragen, wurden durch einen mit den Stimmen der Fraktionen der SPD, der Grünen und der Linkspartei verabschiedeten Beschluss der BVV vom 23. November ausgeräumt. Ebenfalls wurde die Erarbeitung eines neuen Nutzungskonzepts für das Bethanien in Zusammenarbeit mit den Anwohnern, der IZB und „weiteren lokalen Akteuren“ beschlossen. Die geplante Privatisierung und Entwicklung des Bethaniens zu einem „Internationalen kulturellen Gründerzentrum“ wurde damit faktisch verworfen. Der Geschäftsführer der Künstlerhaus Bethanien GmbH drohte daraufhin mit einem Auszug aus dem Bethanien, da die Besetzung sowohl einen Imageschaden als auch den Verlust einiger Sponsoren bedeutet habe. Am 28. Januar erklärte der Bezirk, die Problematik um die jugendlichen Teilnehmer des Straßenfußball-Turniers wäre gelöst, da für diese eine Unterbringung in einer Schule im Bezirk Mitte gefunden worden sei.
Anfang Juli wurde das Bürgerbegehren der IZB für gültig erklärt. Sie hatte zirka 13.500 Unterschriften gesammelt, von denen allerdings nur 5.719 gültig waren. Im September 2006 wurde das Bürgerbegehren durch einen Kompromiss zwischen der Initiative Zukunft Bethanien (IZB) und dem Bezirk Friedrichshain-Kreuzberg, der die wichtigsten Forderungen der IZB beinhaltet, beendet.